# Ernest Munin-Bourdin
Ernest Munin-Bourdin est un homme politique français né le 7 janvier 1855 à Cahors (Lot) et décédé le 4 octobre 1909 à Cahors.

## Biographie
Avocat à Cahors, bâtonnier, il est député du Lot de 1897 à 1898 et de 1906 à 1909, inscrit au groupe des Républicains progressistes.

## Sources
- Ressource relative à la vie publique :   - Base Sycomore
- « Ernest Munin-Bourdin », dans le Dictionnaire des parlementaires français (1889-1940), sous la direction de Jean Jolly, PUF, 1960 [détail de l’édition]